# Mauricio Dubón
Mauricio Dubón (San Pedro Sula, Cortés, Honduras; 19 de julio de 1994) es un beisbolista hondureño que desempeña la posición de jardinero en los Astros de Houston de las Grandes Ligas de Béisbol (MLB).

## Trayectoria

### Cerveceros de Milwaukee
El 7 de julio de 2019, los Cerveceros de Milwaukee lo ascendieron a las ligas mayores. Hizo su debut en las Grandes Ligas de Béisbol ese día contra los Piratas de Pittsburgh, saliendo como bateador emergente; tuvo dos turnos de bateo en las Grandes Ligas con los Brewers durante esa temporada.

### Gigantes de San Francisco
El 31 de julio de 2019, los Cerveceros de Milwaukee lo traspasaron a los Gigantes de San Francisco. Dubón comenzó en la segunda base de los Giants el 29 de agosto, consiguiendo su primer hit en las Grandes Ligas, en un encuentro contra los Padres de San Diego. Con los Giants en 2019, bateó .279/.312/.442 con 12 carreras, 4 jonrones y 9 carreras impulsadas en 104 turnos de bateo. Jugó 22 juegos en la segunda base y 9 juegos en el campocorto.
En 2020, bateó .274/.337/.389 para los Gigantes con 21 carreras, 4 jonrones y 19 carreras impulsadas en 117 turnos al bate en 54 juegos. Jugó 44 juegos en el jardín central, 8 juegos en el campocorto y 8 juegos en la segunda base.
En la temporada regular de 2021, con los Giants bateó .240/.278/.377 con 9 dobles, 5 jonrones y 22 carreras impulsadas en 175 turnos al bate en 74 juegos. Jugó 27 juegos en el jardín central, 21 juegos en el campocorto, 20 juegos en la segunda base y 12 juegos en la tercera base.

### Astros de Houston
El 14 de mayo de 2022, Dubón fue transferido a los Astros de Houston, convirtiéndose en el segundo hondureño, después de Gerald Young, en jugar para el equipo tejano. Debutó al día siguiente, el 15 de mayo, contra los Nacionales de Washington. El 16 de mayo, frente a los Medias Rojas de Boston, formó parte del equipo inicial y conectó su primer hit.

## Dorsales en la MLB
- 2 Cerveceros de Milwaukee (2019)
- 1 Gigantes de San Francisco (2019-2022)
- 14 Astros de Houston (2022-)

## Estadísticas en la MLB

### Estadísticas al bateo
Actualizado de acuerdo al último partido jugado el 8 de julio de 2024.
| Año   | Equipo                    | JJ  | VB   | CA  | H   | 2B | 3B | HR | CI  | K  | BR | AVG  | SLG  |
| ----- | ------------------------- | --- | ---- | --- | --- | -- | -- | -- | --- | -- | -- | ---- | ---- |
| 2019  | Cerveceros de Milwaukee   | 2   | 2    | 0   | 0   | 0  | 0  | 0  | 0   | 0  | 0  | .000 | .000 |
| 2019  | Gigantes de San Francisco | 28  | 104  | 12  | 29  | 5  | 0  | 4  | 9   | 5  | 3  | .279 | .442 |
| 2020  | Gigantes de San Francisco | 54  | 157  | 21  | 43  | 4  | 1  | 4  | 19  | 15 | 2  | .274 | .389 |
| 2021  | Gigantes de San Francisco | 74  | 175  | 20  | 42  | 9  | 0  | 5  | 22  | 9  | 2  | .240 | .377 |
| 2022  | Gigantes de San Francisco | 21  | 46   | 10  | 11  | 1  | 0  | 2  | 8   | 1  | 0  | .239 | .391 |
| 2022  | Astros de Houston         | 83  | 197  | 21  | 41  | 8  | 0  | 3  | 16  | 12 | 2  | .208 | .294 |
| 2023  | Astros de Houston         | 132 | 467  | 76  | 130 | 26 | 3  | 10 | 46  | 19 | 7  | .278 | .411 |
| 2024  | Astros de Houston         | 74  | 229  | 32  | 66  | 16 | 0  | 3  | 30  | 7  | 2  | .288 | .397 |
| Total | Total                     | 468 | 1377 | 192 | 362 | 69 | 4  | 31 | 150 | 32 | 68 | .263 | .386 |

## Palmarés

### Serie Mundial
- Campeón de la Serie Mundial de las Grandes Ligas de Béisbol: 2022

### Distinciones individuales
- Ganador del Guante de Oro: 2023